# Velarifictorus hemelytrus
Velarifictorus hemelytrus är en insektsart som först beskrevs av Henri Saussure 1877.  Velarifictorus hemelytrus ingår i släktet Velarifictorus och familjen syrsor. Inga underarter finns listade i Catalogue of Life.